# Fopius oxoestos
Fopius oxoestos är en stekelart som beskrevs av Wu, Chen och He 2005. Fopius oxoestos ingår i släktet Fopius och familjen bracksteklar. Inga underarter finns listade i Catalogue of Life.